# Arne Jørgensen
Arne Jørgensen (Framlev, 1897. július 15. – Sønder Årslev, 1989. február 16.) olimpiai ezüstérmes dán tornász.
Az 1920. évi nyári olimpiai játékokon indult tornában és a svéd rendszerű csapat összetettben ezüstérmes lett.
Klubcsapata a DDS&G's Hold volt.